# Roman Herzog
Roman Herzog (Landshut, Baviera, 5 de abril de 1934 - Jagsthausen, Baden-Württemberg; 10 de enero de 2017) fue un docente de Derecho Político, catedrático y político alemán. Militante de la Unión Demócrata Cristiana de Alemania (CDU), fue presidente de Alemania desde el 1 de julio de 1994 hasta el 30 de junio de 1999.

## Familia y estudios
Nació en Landshut, Baviera, en el seno de una familia pequeñoburguesa y fue bautizado en la Iglesia protestante. Su padre era empleado de comercio y luego archivero y director del archivo estatal de Landshut. Roman Herzog asistió a un Gymnasium y cuando aprobó el Abitur (bachillerato) en 1953, era el primero de la clase. Era miembro de la Iglesia evangélica en Alemania.
Estudió Derecho en Múnich hasta 1957 y completó la fase práctica de la formación profesional con el segundo examen de Estado en 1961. Durante esta fase práctica, en 1958, se doctoró. El mismo año comenzó a trabajar como asistente científico en la Facultad de Derecho de la Universidad de Múnich, puesto que tuvo hasta 1964. En 1964 se capacitó para acceder a una cátedra. Impartió clases en la Universidad de Múnich,[cita requerida] primero como asistente científico y, desde 1964, profesor. Entre 1966 y 1969 impartió clases en la Universidad Libre de Berlín, de cuya facultad de Derecho fue decano, y de 1969 a 1972 fue docente en la Escuela Superior de Administración de Espira, de la que fue rector desde 1971.
Su esposa, Christiane Herzog, con la que se casó en agosto de 1958, falleció el 19 de junio de 2000; posteriormente Roman Herzog contrajo matrimonio con Alexandra Freifrau von Berlichingen.

## Carrera política
En 1970 se afilió a la Unión Demócrata Cristiana (CDU), y en 1973 inició su carrera política como representante del estado federado de Renania-Palatinado ante el Gobierno federal (1973-1978). Fue ministro de Cultura y Deporte en el Gobierno del estado federado de Baden-Wurtemberg de 1978 a 1980 y miembro de su parlamento (Landtag) de 1980 a 1983. También desde 1980 hasta 1983 fue ministro del Interior de ese estado.
De 1983 a 1987 fue vicepresidente del Tribunal Constitucional Federal en Karlsruhe, institución de la que fue presidente de 1987 a 1994, cuando resultó elegido Presidente federal de Alemania por la Convención Federal (Bundesversammlung). Ocupó la presidencia desde el 1 de julio de 1994 hasta el 30 de junio de 1999.
Durante su mandato como jefe de Estado se ciñó a las funciones representativas que la Constitución confiere a la presidencia federal. En este sentido propició, con las visitas de Estado que realizó a países de la Europa oriental, un acercamiento de Alemania con los países del antiguo bloque soviético.[cita requerida] Propuso la concesión de una amnistía a los acusados de crímenes de índole política cometidos en la antigua RDA.
Se le concedió el Premio Carlomagno y, junto al checo Václav Havel, el reconocimiento como Estadista Europeo del Año.
Herzog no optó a un segundo mandato y el 1 de julio de 1999 fue sustituido por el socialdemócrata Johannes Rau, vencedor en las elecciones del 23 de mayo de aquel año. Cuando le sucedió, Johannes Rau era ministro-presidente del estado federado de Renania del Norte-Westfalia.
En 1997, a través de su embajador en España y con motivo del 60.º aniversario del bombardeo de Guernica, pidió perdón a sus supervivientes por la implicación de Alemania en el mismo.
Falleció el 10 de enero de 2017 debido a una grave enfermedad.